# Врховни ратни савјет (Јапан)
Врховни ратни савјет (јап. 軍事参議官会議 — гунји сангикан кајги) био је савјетодавно тијело у Јапанском царству за војнополитичка питања.
Основан је почетком Меиџи периода. Први предсједник Савјета је био Јамагата Аритомо који је основао и модернизовао Јапанску царску војску и двапут обављао функцију премијера. Савјет је основан по узору на њемачки генералштаб гдје је начелник био непосредно потчињен цару и независан од министра и свих цивилних власти.
Врховни ратни савјет је постојао све до почетка Другог кинеско-јапанског рата (1937). Тада је фактички замијењен заједничком конференцијом Кабинета и Врховне команде. У њен састав су улазили: цар, премијер, министар иностраних послова, министар војске, министар морнарице, начелник Генералштаба Јапанске царске војске и начелник Генералштаба Јапанске царске морнарице.